# Ла Насьйон
Ла Насьйо́н (ісп. La Nación) — щоденна ранкова газета, що видається у місті Буенос-Айрес.
Заснована президентом Аргентини Бартоломе Мітре 4 січня 1870 року. Є другим за тиражем друкованим виданням в Аргентині після газети Кларін. Загалом на ці два видання припадає 80 % ринку преси у країні. Має 5 щоденних розділів і 17 щотижневих додатків.